# Portarró d'Espot
Le Portarró d'Espot, ou port d'Espot ou col d'Espot en français, est un col de montagne du massif des Encantats dans la chaîne des Pyrénées, situé administrativement dans la province de Lérida en Catalogne, en Espagne. Il se trouve à 2 424 ou 2 427 m d'altitude.

## Géographie
Le col fait partie du massif de montagne des Encantats dans la province de Lérida en région Catalogne, en Espagne.

### Géologie
Les roches actuelles sont composées de différentes strates géologiques : 
- sur le versant ouest, roches plutoniques de type granite à biotite ;
- sur le versant est, roches plutoniques de type granodiorite à biotite, et roches sédimentaires de type pélites calcaires datant du Famennien (Dévonien supérieur).

Au Paléogène, entre 66,0 à 23,03 Ma, la remontée vers le nord de la plaque africaine entraîne avec elle la plaque ibérique. Celle-ci, coincée entre la plaque africaine et la plaque européenne, va entrer en collision avec elles, formant la cordillère bétique au sud et les Pyrénées au nord. Au niveau de la zone du massif des Encantats, les roches sédimentaires sont alors progressivement comprimées, puis remontées en altitude entre −53 et −33 Ma durant l'Éocène.
Puis durant la phase de refroidissement des glaciations quaternaires, à partir de −3 Ma, l'érosion glaciaire enlève les roches sédimentaires des zones de haute altitude, pour laisser apparaître les roches plutoniques sous-jacentes plus dures.